# Saint-Ellier-les-Bois
Saint-Ellier-les-Bois település Franciaországban, Orne megyében. Lakosainak száma 257 fő (2022. január 1.). Saint-Ellier-les-Bois Gandelain, Chahains, Ciral, La Roche-Mabile, Rouperroux, Saint-Martin-des-Landes és L'Orée-d'Écouves községekkel határos.

## Népesség
A település népessége az elmúlt években az alábbi módon változott:
| Lakosok száma | 246  | 243  | 244  | 248  | 253  | 256  | 258  | 259  | 257  |
|               | 2013 | 2015 | 2016 | 2017 | 2018 | 2019 | 2020 | 2021 | 2022 |